# محمود جعفریان
محمود جعفریان (زاده ۱۳۰۷ در تهران – درگذشته ۲۲ اسفند ۱۳۵۷ در تهران) معاون سازمان رادیو تلویزیون ملی ایران و قائم‌مقام دبیرکل حزب رستاخیز در دوران محمدرضا پهلوی بود.

## عضویت در ساواک
منوچهر هاشمی در مصاحبه با تاریخ شفاهی دانشگاه هاروارد گفته است جعفریان ده سال کارمند وی بوده است.

## اعلام جرم مسعود بهنود علیه نیکخواه و جعفریان

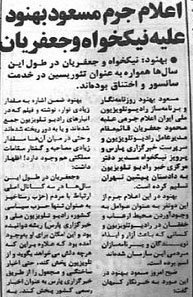
بخشی از روزنامه کیهان در مورد اعلام جرم مسعود بهنود علیه محمود جعفریان و پرویز نیکخواه

عکس محمود جعفریان در هنگام دادگاهی شدن به تاریخ ۲۲ اسفند ۱۳۵۷

مسعود بهنود قبل از انقلاب جزو تیمی بود که به هویدا مشورت می‌داد و از نزدیکان محمود جعفریان و پرویز نیکخواه به‌شمار می‌رفت. پس از پیروزی انقلاب ۱۳۵۷، جزو اولین افرادی بود که علیه جعفریان و نیکخواه اعلام جرم کرد که یکی سابقه توده‌ای و دیگری سابقهٔ سازمان انقلابی (مائوئیستی) را داشت و در رژیم پهلوی از دیگران آسیب‌پذیرتر بودند. سرانجام جعفریان و نیکخواه در ۲۲ اسفندماه ۱۳۵۷ و جزئی از اولین دسته‌هایی بودند که توسط دادگاه انقلاب محاکمه و اعدام شدند.
روزنامه کیهان در مورد اعلام جرم مسعود بهنود علیه جعفریان و نیکخواه نوشت:
«بهنود در این اعلام جرم، از این دو نفر به عنوان عوامل به وجود آوردن محیط ارعاب و خفقان در رادیو و تلویزیون و کسانی که باعث آزار و ایذاء نویسندگان و برنامه سازان مردمی این سازمان شده‌اند اسم برده‌ است. … بهنود ضمن اشاره به مقدار زیادی نوار، نوشته و فیلم که در انبارهای رادیو تلویزیون جمع شده‌اند یا به دور ریخته شده‌اند و حتی در میان آن‌ها مقدار زیادی مصاحبه و گفتار مقامات مملکتی هم وجود دارد، اظهار داشت: جعفریان در طول این سال‌ها در سه کانال اصلی ارتباط با مردم (حزب رستاخیز به عنوان تنها حزب سیاسی کشور، رادیو تلویزیون ملی و خبرگزاری پارس) ریشه دوانیده بود و این امکان برای او به وجود آمده بود که علاوه بر این که هرچه دلش می‌خواهد بگوید و از تلویزیون پخش کند، حتی اخبار ساختگی و مجعول را از طریق خبرگزاری پارس به عنوان اخبار رسمی کشور پخش کند.»
مسعود بهنود ۳۲ سال پس از گلوله‌باران جعفریان و پس از پیوستنش به تلویزیون بی‌بی‌سی فارسی در یادداشتی اذعان داشت که دادگاه انقلابی به ریاست خلخالی تنها به استناد شایعات و غیبت‌ها و توهم برای جعفریان و نیکخواه حکم اعدام صادر کرده بوده‌ است.